# Play with Fire
Play with Fire är en singel av Hilary Duff. Den släpptes den 21 augusti 2006.
Videon regisserades av duon Alex and Martin.

## Låtförteckning
CD-singel
1. "Play with Fire" – 3:00
2. "Play with Fire" (instrumental) – 3:01

Richard Vission remixar
1. "Play with Fire" (Richard Vission remix radio edit) – 3:12
2. "Play with Fire" (Richard Vission Mix Show edit) – 4:55
3. "Play with Fire" (Richard Vission club mix) – 6:10
4. "Play with Fire" (Richard Vission dub mix) – 5:55
5. "Play with Fire" (original) – 3:01